# Ussukuma
Die Ussukuma war ein deutsches Linien-Passagierschiff, das 1920 von der Hamburger Werft Blohm & Voss für die Deutsche Ost-Afrika-Linie gebaut worden war. Es wurde im Zweiten Weltkrieg am 6. Dezember 1939 vor der argentinischen Küste selbstversenkt. Im Januar 2008 wurde das Wrack von der argentinischen Marine identifiziert.

## Name

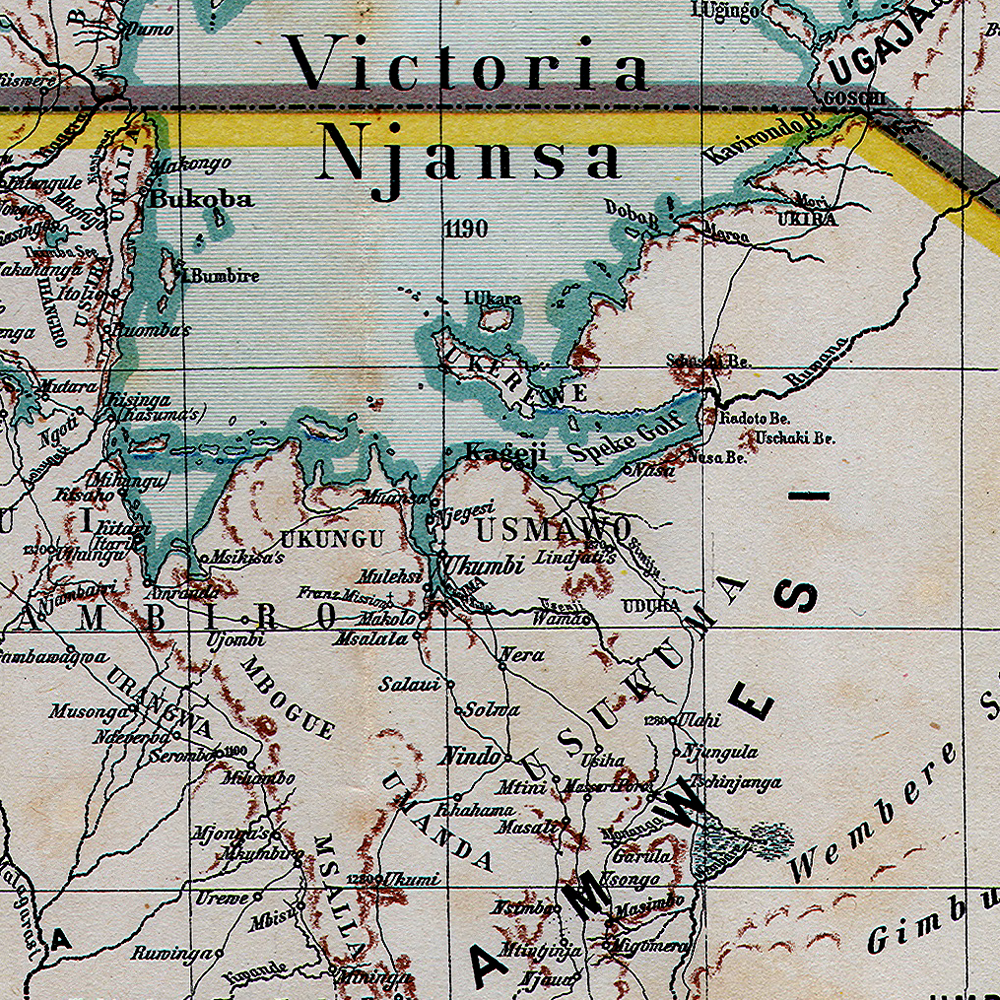
Usukuma, Ebene im Hochland von Ostafrika

Die Ussukuma wurde nach einer Landschaft im zentralen Hochland der ehemaligen Kolonie Deutsch-Ostafrika, heute Tansania, benannt.

## Geschichte

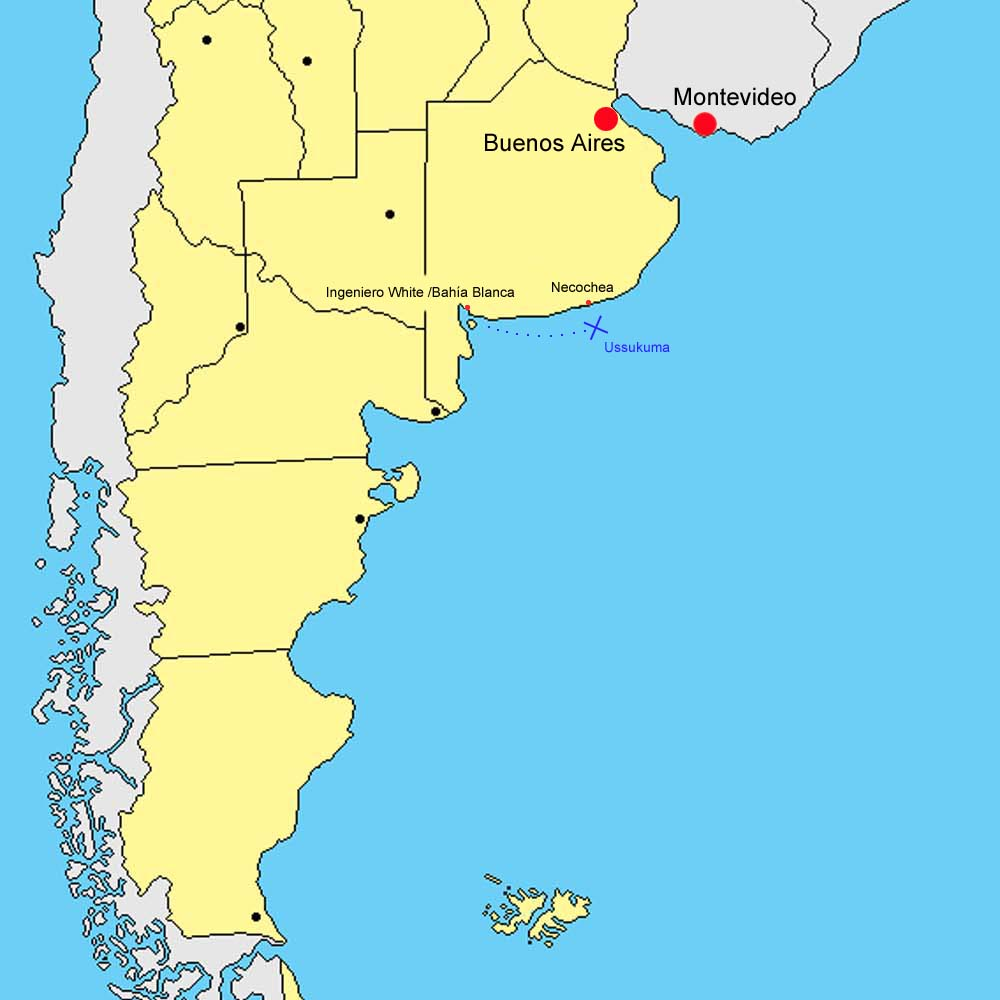
Lage der selbstversenkten Ussukuma

Die Ussukuma lief am 20. Dezember 1920 vom Stapel und wurde am 8. Juli 1921 an die Deutsche Ost-Afrika Linie ausgeliefert. Sie bediente 13 europäische und 38 afrikanische Häfen sowie Aden.
Ihren letzten Rund-um-Afrika-Dienst begann die Ussukuma am 15. Juli 1939 in Hamburg. Am 19. August verließ sie Kapstadt und erreichte am 26. August Lourenço Marques in Moçambique. Beim Ausbruch des Zweiten Weltkriegs am 1. September 1939 lag sie noch in Lourenço Marques und wurde von der deutschen Abwehr für Dienste im Südatlantik eingezogen. Sie fuhr Ende September in Richtung Südamerika und erreichte am 11. Oktober Ingeniero White/Bahía Blanca in Argentinien, wo sie bis zum 4. Dezember blieb. Kapitän Karl Schulte erkrankte dort und wurde durch Kapitän Hugo Wilmsen von dem deutschen Schiff Nienburg ersetzt.
Am 4. Dezember 1939 gegen 19 Uhr verließ die Ussukuma Ingeniero White in Richtung Montevideo in Uruguay, möglicherweise um das deutsche Panzerschiff Admiral Graf Spee zu versorgen, das auch auf dem Weg nach Montevideo war. Am 5. Dezember gegen Abend näherte sich der Ussukuma von achtern der britische Leichte Kreuzer Ajax. Die Ajax hatte sich auf der Suche nach der Admiral Graf Spee befunden und hatte vom Auslaufen der Ussukuma durch den britischen Marineattaché in Montevideo und möglicherweise auch durch ein niederländisches Schiff erfahren, dem die Ussukuma kurz nach dem Auslaufen begegnet war.
Mit der Drohung, sie nach dem Verlassen des Schiffs nicht zu retten, wurde die Besatzung der Ussukuma von der Ajax aufgefordert, das Schiff nicht zu versenken. Dennoch gab Kapitän Wilmsen die Anweisung zur Selbstversenkung, da das Schiff nicht in die Hände der Briten fallen sollte.
Die Ajax feuerte dreimal auf die Ussukuma, zunächst vor den Bug, dann beim Fieren der Boote und das dritte Mal beim Ablegen der Boote. Kapitän Wilmsen ließ die Boote auftakeln und wollte die 62 Meilen entfernte Küste erreichen, aber entgegen ihrer Drohung nahm die Ajax die 107 Mann starke Besatzung auf. Die Ussukuma sank am 6. Dezember 1939 um 02:30 Uhr.
Da es sich bei den Besatzungsmitgliedern um Zivilpersonen handelte, kamen sie nicht in Kriegsgefangenschaft, sondern wurden interniert. Der britische Kreuzer Cumberland brachte die Internierten zunächst auf die Falklandinseln, von wo sie 1940 in das Camp Baviaanspoort bei Pretoria in Südafrika verlegt wurden. Die Entlassung erfolgte erst nach Kriegsende.
Im Januar 2008 wurde das Wrack der Ussukuma in einer Entfernung von ungefähr 100 Kilometern von der argentinischen Küste bei Necochea auf Position 39° 24′ S, 57° 15′ W in einer Tiefe von 70 Metern identifiziert.  

## Schwesterschiffe
Schwesterschiffe der Ussukuma waren die Usaramo (7.753 BRT) der Deutschen Ost-Afrika Linie und die Wangoni (7.768 BRT) der Woermann-Linie.